# RTL Super
Super RTL— коммерческий специализированный телеканал Германии, ориентированный на детей и подростков (основной эфир) и на семейный просмотр (вечерний эфир). С февраля 1998 года является лидером немецкоязычного телевидения в зрительской категории от 3 до 13 лет. Входит в состав RTL Group (компании принадлежит 50 % акций телеканала). Совладельцем является The Walt Disney Company, которой также принадлежит 50 % акций. С 24 июля 2011 года канал полностью перешёл на формат 16:9. Вещает на кабелях,        спутнике и в Интернете. С 3 марта 2021 года, The Walt Disney Company продала свою долю телеканала RTL Group.

## Контент телеканала

### Утренний и дневной блок
Ежедневно с 6.00 часов и до 20.15 часов в эфире телеканала — исключительно программы для детей и подростков. Детский эфир делится на два блока — утренний блок Toggolino (для детей от 3 до 6 лет) и послеобеденный блок TOGGO (для детей 6-13 лет). В утреннем эфире канала — мультсериалы для самых маленьких (например, «Боб-строитель»), в послеобеденное время и ранним вечером на канале транслируются в основном мультсериалы и сериалы компании Disney. Кроме того, RTL Super выпускает и собственные информационно-развлекательные программы для детей и подростков.

### Вечерний блок
Вечерний эфир телеканала (начинается в 20.15 часов) предназначен для семейного просмотра. Канал показывает полнометражные мультфильмы, художественные фильмы, юмористические шоу, семейные ситкомы (в частности, ситком «Няня»). С января 2011 года по понедельникам на канале в вечернем эфире проходит премьерный показ американского сериала «Хор». Визитной карточкой вечернего эфира канала стал также сериал «Коломбо».

### Ночной эфир
Ночной эфир канала (с 24.00 до 6.00) комплектуют программы рекламного характера и телепередачи, размещённые на правах рекламы или анимация камина.